# Relations entre la Chine et le Monténégro

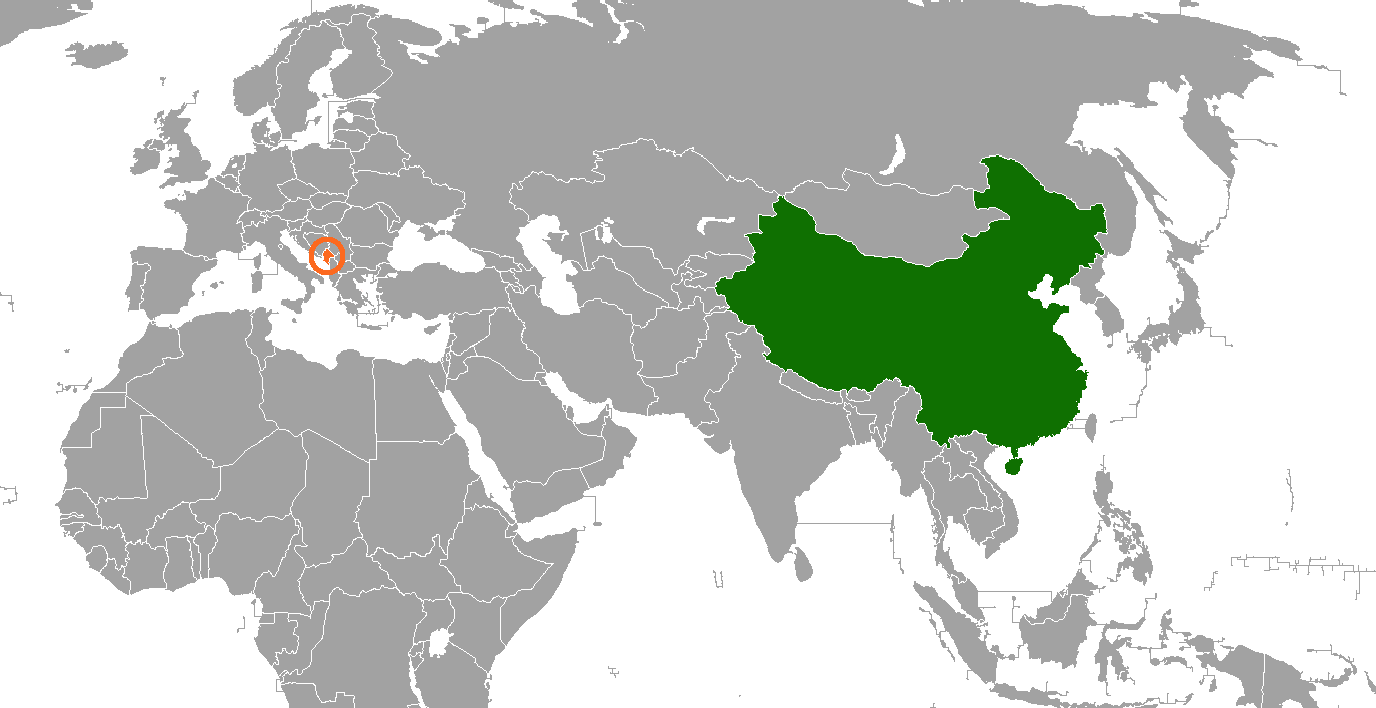
.

Les relations Chine-Monténégro désignent des relations étrangères entre la république populaire de Chine et le Monténégro. La république populaire de Chine a officiellement reconnu le Monténégro le 14 juin 2006. Les relations diplomatiques entre les deux pays ont été établies le 7 juillet 2006. Ce même jour, la Chine a transformé son consulat en ambassade à Podgorica. L'ambassade monténégrine en Chine a ouvert ses portes à Pékin le 13 novembre 2007.

## Relations économiques
En 2012, le commerce total entre les deux pays s'établissait à 134 406 987 euros. Les importations en provenance du Monténégro étaient de 130 605 327 euros et les exportations vers la Chine de 3 801 660 euros. Le Monténégro était donc déficitaire de près de 130 000 000 euros envers la Chine. Les investissements directs étrangers de la Chine au Monténégro se sont élevés à 440 000 euros. La Chine a plusieurs projets d'investissements dans le domaine de la construction d'autoroutes, de centrales électriques et d'autres infrastructures. Une partie de ces infrastructures est en lien avec les routes de la soie.
En 2018, un signalement a été effectué sur l'envolé de la dette monténégrine. Cette envolée est liée à un prêt chinois pour la première phase de construction d'une autoroute. Conçue pour relier le port de Bar sur la côte adriatique du Monténégro à son voisin enclavé, la Serbie. Il a fait grimper la dette du Monténégro et contraint le gouvernement à augmenter les impôts, à geler partiellement les salaires du secteur public et à mettre fin à un avantage pour les mères. Malgré ces mesures, la dette du Monténégro devrait approcher 80 % du produit intérieur brut (PIB) en 2018. Le Fonds monétaire international a déclaré que le pays ne pouvait plus se permettre de s'endetter.
En 2021, la Chine détient le quart de la dette du Monténégro. Toujours en 2021, il a été signalé que les 41 premiers km du tronçon de l'autoroute Bar-Boljare coûte 20 millions d'euros par km. Ce qui en fait l'une des autoroutes les plus chères au km au monde. Si le Monténégro devait faire défaut, les clauses d'un contrat donnent à la Chine le droit d'accéder à la terre monténégrine en garantie.